# 24830 Kawanotomoyoshi
24830 Kawanotomoyoshi este o planetă minoră (asteroid), cu un diametru de 2,638 km, din centura de asteroizi. A fost descoperită pe 20 septembrie 1995 la Kitami Observatory⁠(d) de Kin Endate. 
Obiectul prezintă o orbită caracterizată de o semiaxă mare de 2,2553713 UAi, o excentricitate de 0,19, o înclinație de 2,9446 ° în raport cu ecliptica.